# Alexandra (Nouvelle-Zélande)
Pour les articles homonymes, voir Alexandra.
Alexandra (Areketanara en māori) est une ville néo-zélandaise du district de Central Otago dans la région d'Otago. Elle est située sur les berges du fleuve Clutha, au point de confluence avec la rivière Manuherikia, à 188 km au nord-ouest de Dunedin et à 33 km au sud de Cromwell.
Au recensement de 2006, la population était de 4 827 habitants, soit une augmentation de 423 depuis 2001. Les plus de 65 ans représentaient 23,1 % de la population, un taux plus haut que la moyenne régionale.

## Histoire
Alexandra a été créée dans les années 1860, lors de la ruée vers l'or en Central Otago. Elle tient son nom d'Alexandra de Danemark.
Dans les années 1980, de nombreux vergers ont été détruits par la construction du barrage de Clyde, 10 km en amont, la troisième plus grosse centrale hydroélectrique de Nouvelle-Zélande.

## Climat
Queenstown possède un climat océanique en bordure d'un climat semi-aride tempéré (Köppen: Cfb/BSk), avec des étés agréables et des hivers froids. Les temps maximales montent jusqu'à 25,3 ºC en janvier et 8,8 ºC en juillet; tandis que les temps minimales descendent jusqu'à 10,8 ºC en janvier et −2,3 ºC en juillet. Par rapport à la reste de Nouvelle-Zélande, Alexandra est une des villes la plus éloignée d'une côte, qui permet des canicules et des gels forts de survenir la plupart des années. En moyenne, 66 jours dépasseront 25,0 ºC alors que 92 nuits tomberont en dessous de 0,0 ºC par année.
Grâce à sa position intérieure dans l'ombre pluviométrique des Alpes du Sud, les précipitations annuelles sont assez basses: environ 365,1 mm, et il n'y a qu'en moyenne 66,2 jours pluvieux par année. En 1964, Alexandra n'a enregistré que 212,0 mm de précipitation, qui est le record nationale pour les précipitations annuelles les plus faible. La ville se profite de 2065,5 heures d'ensoleillement par année.
| Mois                                            | jan.  | fév.  | mars  | avril | mai   | juin  | jui.  | août  | sep.  | oct.  | nov.  | déc.  | année   |
| ----------------------------------------------- | ----- | ----- | ----- | ----- | ----- | ----- | ----- | ----- | ----- | ----- | ----- | ----- | ------- |
| Température minimale moyenne (°C)               | 10,8  | 10,2  | 7,5   | 3,9   | 1,4   | −1,4  | −2,3  | −0,6  | 2,2   | 4,6   | 6,9   | 9,5   | 4,4     |
| Température maximale moyenne (°C)               | 25,3  | 25,2  | 22,5  | 18,1  | 13,5  | 9     | 8,8   | 12,7  | 16,5  | 19,2  | 21,3  | 23,8  | 18      |
| Record de froid (°C)                            | −0,6  | −1,9  | −3,2  | −6,3  | −11,5 | −11,8 | −11,7 | −10,1 | −7,5  | −5    | −4,7  | −2,8  | −11,8   |
| Record de chaleur (°C)                          | 38,7  | 38,7  | 33,6  | 28,5  | 25,7  | 21,3  | 20,1  | 22,2  | 29    | 30    | 32,6  | 36    | 38,7    |
| Ensoleillement (h)                              | 253,1 | 216,6 | 181,2 | 142,1 | 104,3 | 84    | 87    | 135,6 | 169,6 | 219,2 | 236,4 | 236,4 | 2 065,5 |
| Précipitations (mm)                             | 46,9  | 41,1  | 31,2  | 22    | 34,3  | 30,9  | 25,2  | 15,4  | 21,3  | 29,6  | 32,7  | 34,5  | 365,1   |
| dont nombre de jours avec précipitations ≥ 1 mm | 5,9   | 5,2   | 5,2   | 4,9   | 6,8   | 5,4   | 4,9   | 4,2   | 5     | 6,2   | 5,5   | 7     | 66,2    |
| Humidité relative (%)                           | 68,3  | 76,1  | 81    | 84,4  | 87,7  | 90    | 89,7  | 85    | 73,2  | 71,5  | 66,6  | 66,8  | 78,4    |

## Activité économique
Alexandra est la plateforme d'une importante industrie du fruit, en particulier de fruits à noyau, qui est célébrée chaque printemps lors du Blossom Festival. La région produit également une importante quantité de vin. Alexandra possède les vignes les plus au sud du monde.

## Personnalités liées à la ville
- Foss Shanahan (1910-1964), homme d'état et diplomate néo-zélandais